# سرة الخانم
سُرَّة الخانُم أو الهانِم أو السيدة (بالتركية: hanım göbeği) هي نوع من المعجنات الحلوة من تركية. تُصنع من كرات من عجينة الشو التي تُعطى مقلية ثم تنقع في شراب. الشكل الأصيل من هذه المعجنات يشاهب ما يبدو سرة المرأة. يستعمل لهذا التأثير البصري والحسي مسحوقًا داكن اللون يغلب أن يكون مسحوق كاكاو داخل المعجنات، وتشكيل الجزء الداخلي نفسه ليشبه كتل أنسجة الحبل السري، وحتى إدخال زخارف مأكولة أو غير مأكولة لتمثيل حِلى ثقب السرة. 